# Regioni delle Filippine
Una regione (filippino: rehiyon) è una suddivisione amministrativa nelle Filippine. A partire dal 2002 sono state istituite 17 regioni; 16 di queste sono suddivise in 81 province (filippino: lalawigan). Generalmente le regioni sono organizzate per raggruppare province che hanno le stesse caratteristiche culturali e/o etniche.
Le province in realtà sono le primarie suddivisioni politiche. Sono raggruppate in regioni per convenienza amministrativa. Nella maggior parte dei casi laddove sono presenti anche uffici governativi regionali quelli provinciali vengono meno. Questo avviene, ma non necessariamente, nella città designata come capoluogo regionale.
Le stesse regioni non possiedono governi locali separati, ad eccezione della Regione Autonoma nel Mindanao Musulmano, che ha un'assemblea regionale e un governatore appositamente eletti. La Regione Amministrativa Cordillera era nata per essere anch'essa autonoma (Regione Autonoma Cordillera) ma il fallimento di due plebisciti per la sua instaurazione l'ha ridotta a regione amministrativa regolare.

## Elenco delle regioni
Di seguito sono elencate le 17 regioni amministrative delle Filippine. Esse possono essere idealmente suddivise nei 3 gruppi di isole principali dell'arcipelago e quindi le prime 8 regioni appartengono alla macroregione di Luzon, le successive 3 alla macroregione di Visayas e le rimanenti 6 alla macroregione di Mindanao.
Da notare che in 3 casi (Calabarzon, Mimaropa, Soccsksargen) le regioni assumono il nome da acronimi ricavati dalle iniziali delle province che li compongono. Questo spiega il perché vengano scritte correttamente tutte in maiuscolo.
| Mappa | Regione                                        | Centro regionale | Province                                                                                    |
| ----- | ---------------------------------------------- | ---------------- | ------------------------------------------------------------------------------------------- |
|       | Ilocos (Regione I)                             | San Fernando     | - Ilocos Norte - Ilocos Sur - La Union - Pangasinan                                         |
|       | Cordillera (CAR)                               | Baguio           | - Abra - Apayao - Benguet - Ifugao - Kalinga - Mountain                                     |
|       | Valle di Cagayan (Regione II)                  | Tuguegarao       | - Batanes - Cagayan - Isabela - Nueva Vizcaya - Quirino                                     |
|       | Luzon Centrale (Regione III)                   | San Fernando     | - Aurora - Bataan - Bulacan - Nueva Ecija - Pampanga - Tarlac - Zambales                    |
|       | Regione Capitale Nazionale (NCR; Metro Manila) | Manila           | -                                                                                           |
|       | Calabarzon (Regione IV-A)                      | Calamba          | - Batangas - Cavite - Laguna - Quezon - Rizal                                               |
|       | Mimaropa (Regione IV-B)                        | Calapan          | - Marinduque - Mindoro Occidentale - Mindoro Orientale - Romblon - Palawan                  |
|       | Bicol (Regione V)                              | Legazpi          | - Albay - Camarines Norte - Camarines Sur - Catanduanes - Masbate - Sorsogon                |
|       | Visayas Occidentale (Regione VI)               | Iloilo           | - Aklan - Antique - Capiz - Guimaras - Iloilo - Negros Occidental                           |
|       | Visayas Centrale (Regione VII)                 | Cebu             | - Bohol - Cebu - Negros Oriental - Siquijor                                                 |
|       | Visayas Orientale (Regione VIII)               | Tacloban         | - Biliran - Eastern Samar - Leyte - Northern Samar - Samar - Provincia di Leyte Meridionale |
|       | Penisola di Zamboanga (Regione IX)             | Pagadian         | - Zamboanga del Norte - Zamboanga del Sur - Zamboanga Sibugay                               |
|       | Mindanao Settentrionale (Regione X)            | Cagayan de Oro   | - Bukidnon - Camiguin - Lanao del Norte - Misamis Occidental - Misamis Oriental             |
|       | Davao (Region XI)                              | Davao            | - Provincia di Davao de Oro - Davao del Norte - Davao del Sur - Davao Oriental              |
|       | Soccsksargen (Regione XII)                     | Koronadal        | - Cotabato - Sarangani - South Cotabato - Sultan Kudarat                                    |
|       | Caraga (Regione XIII)                          | Butuan           | - Agusan del Norte - Agusan del Sur - Dinagat Islands - Surigao del Norte - Surigao del Sur |
|       | Bangsamoro (BARMM)                             | Cotabato         | - Basilan - Lanao del Sur - Maguindanao - Shariff Kabunsuan - Sulu - Tawi-Tawi              |